# Tiraios I.

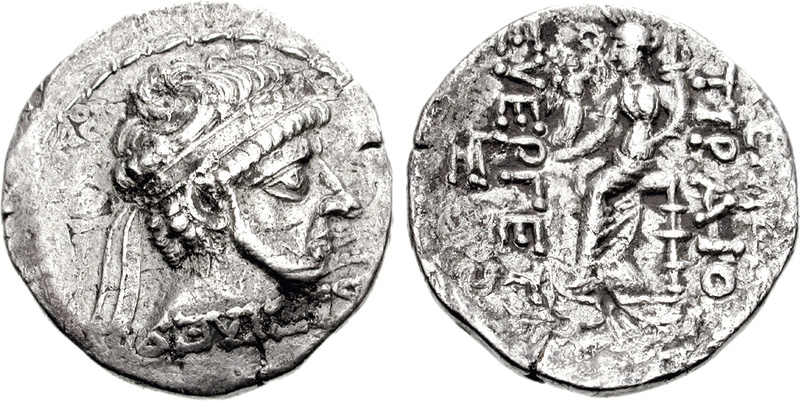
Münze des Tiraios I.

Tiraios I. (regierte von 95/94 v. Chr. bis 90/89 v. Chr.) war ein König der Charakene, einem Vasallenstaat der Parther. Tiraios I. ist bisher nur von seinen Silber- und Bronzemünzen bekannt.
Er war der erste Herrscher der Charakene, der sich auf seinen Münzen als Euergetes bezeichnete. Seine Münzen zeigen auf dem Revers die Göttin Tyche, während bei den anderen Herrschern der Charakene meist Herakles abgebildet ist.